# Washboard Sam
Washboard Sam, geboren als Robert Brown (Walnut Ridge, 15 juli 1910 – Chicago, 6 november 1966), was een Amerikaanse wasbordspeler eind jaren 1930/1940, een veelzeggend zanger en een voortreffelijk songwriter, waar honderden opnamen blijk van geven.

## Biografie
Brown, ogenschijnlijk een halfbroer van Big Bill Broonzy, verhuisde tijdens de jaren 1920 naar Memphis (Tennessee), waar hij als straatmuzikant speelde met Sleepy John Estes en Hammie Nixon. In 1932 ging hij naar Chicago en trad daar regelmatig op met Broonzy. Hij begeleidde Broonzy, Memphis Slim, Tampa Red en diverse anderen bij talrijke opnamen voor Lester Melrose van Bluebird Records.
Vanaf 1935 maakte hij opnamen onder zijn eigen naam voor Bluebird en Vocalion Records, vaak begeleid door Broonzy. Spoedig was hij een van de gevestigde sterren van het bluescircuit van Chicago. Na de Tweede Wereldoorlog verminderde het succes. Brown trok zich terug, maar had tijdens de jaren 1960 een comeback, die hem ook leidde naar Europa.

## Overlijden
Washboard Sam overleed in november 1966 op 56-jarige leeftijd na een langdurige ziekte aan hartfalen.
- Bibliothèque nationale de France: cb139377351 (data)
- Gemeinsame Normdatei: 134506316
- International Standard Name Identifier: 0000 0004 3983 8599
- Library of Congress Control Number: no92021915
- MusicBrainz: 7c913d1c-cef0-4c02-89d2-ecbf6ab5fc21
- Nederlandse Thesaurus van Auteursnamen: 149309511
- SNAC: w696049c
- Virtual International Authority File: 27256089
- WorldCat: E39PBJth9x8WY96xxGf9QCTyh3